# Шаровский сельсовет
Шаровский сельсовет — сельское поселение в Белебеевском районе Башкортостана Российской Федерации.
Административный центр — деревня Шаровка.

## История
Статус и границы сельского поселения установлены Законом Республики Башкортостан от 17 декабря 2004 года № 126-з «О границах, статусе и административных центрах муниципальных образований в Республике Башкортостан».

## Население
| 2002 | 2009  | 2010 | 2012 | 2013 | 2014 | 2015 |
| ---- | ----- | ---- | ---- | ---- | ---- | ---- |
| 901  | ↗1042 | ↘971 | ↘948 | ↘919 | ↘906 | ↘868 |
| 2016 | 2017  |      |      |      |      |      |
| ↘852 | ↗880  |      |      |      |      |      |

## Состав сельского поселения
| № | Населённый пункт | Тип населённого пункта          | Население |
| - | ---------------- | ------------------------------- | --------- |
| 1 | Шаровка          | деревня, административный центр | ↘365      |
| 2 | Булановка        | деревня                         | ↗409      |
| 3 | Чубукаран        | деревня                         | ↘104      |
| 4 | Глуховская       | село станции                    | ↘93       |

### Упразднённые населённые пункты
- Деревня электроподстанции — в 2006 году
- Ивановка — в 2005 году
- Просвет — в 2005 году